# خوان مک‌کوزکر
خوان مک‌کوزکر (انگلیسی: Joan McCusker؛ زادهٔ ۸ ژوئن ۱۹۶۵) ورزشکار کرلینگ اهل کانادا است.